# 丸山茂雄

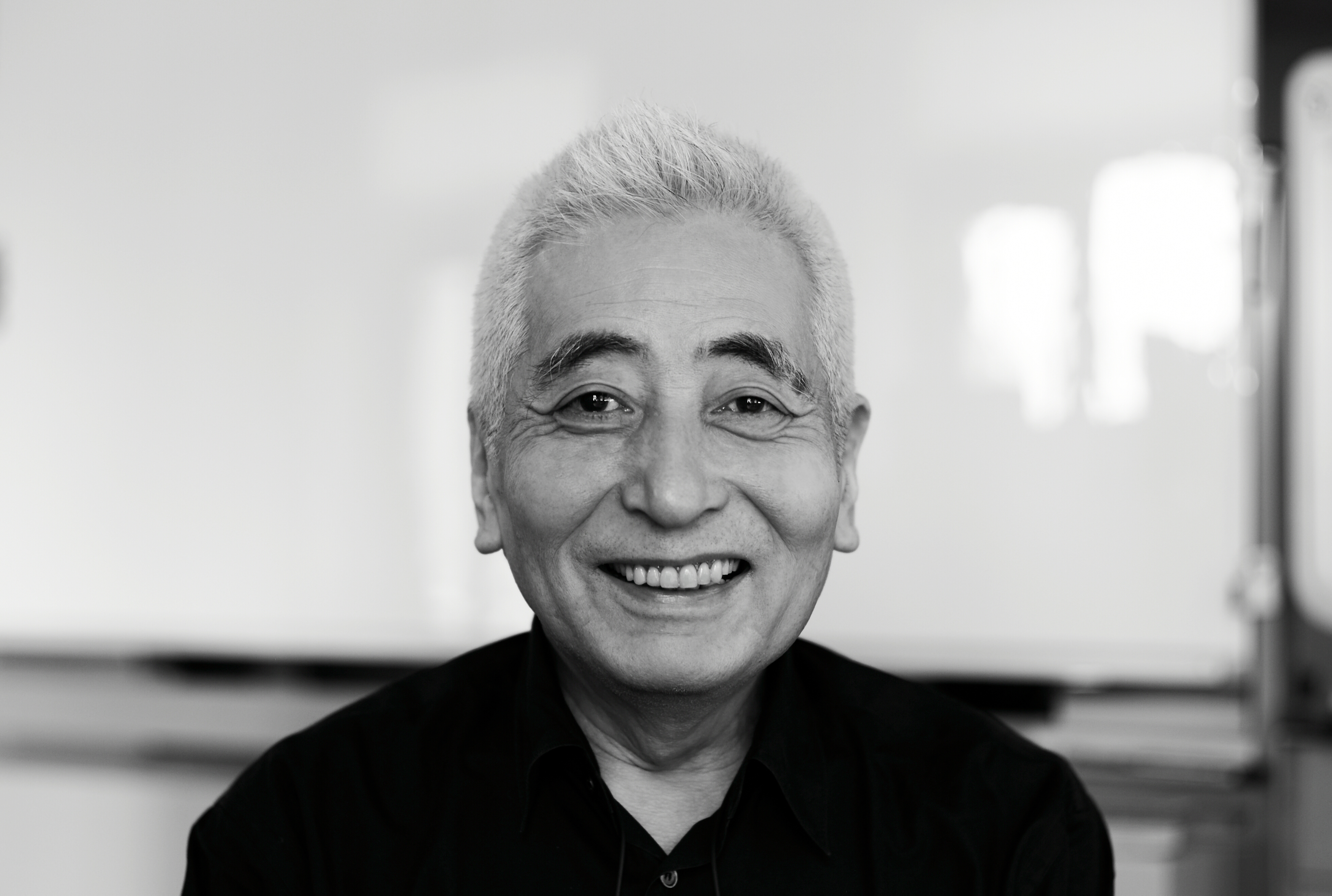
丸山茂雄

丸山茂雄(英語：Shigeo Maruyama, 1941年8月13日—)是一位日本企业家。还发掘过演员佐野元春和小室哲哉。

## 生平
1941年出生于日本东京都，1966年毕业于早稻田大学。1968年加入索尼。创办日本史诗唱片，担任索尼互动娱乐前董事长，索尼音乐娱乐前首席执行官。